# Obseg
Obseg je v geometriji dolžina zaprte krivulje, po navadi  dvorazsežne ravninske krivulje. Največkrat se govori o obsegu pri geometrijskih likih, čeprav pridejo v poštev tudi druge krivulje, kroga, srčnica. V takšnih primerih se še posebej obravnava dolžina loka krivulje.

## Mnogokotniki
Obseg mnogokotnika je vsota dolžin vseh njegovih stranic.
Obseg trikotnika s stranicami dolžin a, b in c je:
{\displaystyle o=a+b+c\,\!.}
Obseg štirikotnika s stranicami dolžin a, b, c in d je:
{\displaystyle o=a+b+c+d\,\!.}
Obseg enakokrakega trikotnika z osnovnico dolžine b in krakoma dolžine a ter pravokotnika s stranicama dolžin a in b je:
{\displaystyle o=2a+b\,\!,}
{\displaystyle o=2(a+b)\,\!.}
Obseg pravilnega mnogokotnika z n stranicami dolžine a je:
{\displaystyle o=na\,\!.}
Obseg enakostraničnega trikotnika in kvadrata s stranicami dolžine a je tako:
{\displaystyle o=3a\,\!,}
{\displaystyle o=4a\,\!.}

## Krožnica
Obseg krožnice je dan z njenim premerom d ali s polmerom r:
{\displaystyle o=\pi d=2\pi r\,\!,}
oziroma s ploščino kroga S:
{\displaystyle o=2{\sqrt {\pi S}}\approx 3,544908{\sqrt {S}}\,\!.}
Tu je π matematična konstanta pi.

## Elipsa
Približki za obseg elipse z glavnima polosema a in b:
{\displaystyle o\approx 2\pi {\sqrt {ab}}\,\!} (Kepler, 1609)
{\displaystyle o\approx \pi (a+b)\,\!,}
{\displaystyle o\approx \pi {\sqrt {2(a^{2}+b^{2})}}\,\!} (Euler, 1773)
{\displaystyle o\approx \pi \left[{\frac {a+b}{2}}+{\sqrt {\frac {a^{2}+b^{2}}{2}}}\right]\,\!,}
{\displaystyle o\approx \pi \left[{\frac {3}{2}}(a+b)-{\sqrt {ab}}\right]\,\!}
ali:
{\displaystyle o\approx \pi {\sqrt {2(a^{2}+b^{2})-{\frac {1}{2}}(a-b)^{2}}}\,\!.}
Vsak približek je točnejši od predhodnega.
Dobra približka je leta 1914 dal Ramanudžan:
{\displaystyle o\approx \pi \left[3(a+b)-{\sqrt {(3a+b)(a+3b)}}\right]=\pi (a+b)\left[3-{\sqrt {4-h}}\right]\,\!,}
{\displaystyle o\approx \pi (a+b)\left[1+{\frac {3\left({\frac {a-b}{a+b}}\right)^{2}}{10+{\sqrt {4-3\left({\frac {a-b}{a+b}}\right)^{2}}}}}\right]=\pi \left(a+b\right)\left[1+{\frac {3h}{10+{\sqrt {4-3h}}}}\right]\,\!.}
kjer je h parameter:
{\displaystyle h=\lambda ^{2}\,\!,\qquad \lambda ={\frac {a-b}{a+b}}\,\!.}
Tudi tukaj je drugi približek točnejši. Malo manj točen približek je med letoma 1904 in 1920 dal Lindner:
{\displaystyle o\approx \pi (a+b)\left[1+{\frac {h}{8}}\right]^{2}\,\!.}
Obseg elipse s parametrom λ je:
{\displaystyle o=\pi (a+b)\left[1+{\frac {\lambda ^{2}}{4}}+{\frac {\lambda ^{4}}{64}}+{\frac {\lambda ^{6}}{256}}+\cdots \right]=\pi (a+b)\left[1+\sum _{n=1}^{\infty }\left({\frac {(2n-2)!}{n!(n-1)!2^{2n-1}}}\right)^{2}\lambda ^{2n}\right]\,\!,}
oziroma s parametrom h:
{\displaystyle o=\pi (a+b)\left[1+{\frac {h}{4}}+{\frac {h^{2}}{64}}+{\frac {h^{3}}{256}}+{\frac {25h^{4}}{16384}}+{\frac {49h^{5}}{65536}}+\cdots \right]=\pi (a+b)\sum _{n=0}^{\infty }{{1 \over 2} \choose n}^{2}h^{n}\,\!,}
približek pa (Hudsonova enačba, 1917):
{\displaystyle o\approx \pi (a+b){\frac {64-3h^{2}}{64-16h}}\,\!.}
Hudsonovo enačbo po navadi pišejo s parametrom L:
{\displaystyle L={\frac {h}{4}}={\frac {(a-b)^{2}}{(2(a+b))^{2}}}\,\!}
{\displaystyle o\approx {\frac {\pi }{4}}(a+b)\left[3(1+L)+{\frac {1}{1-L}}\right]\,\!.}